# Leucophenga limbipennis
Leucophenga limbipennis är en tvåvingeart som först beskrevs av Meijere 1908.  Leucophenga limbipennis ingår i släktet Leucophenga och familjen daggflugor. Inga underarter finns listade i Catalogue of Life.